# Цешина
Цешина (пол. Cieszyna) — село в Польщі, у гміні Фриштак Стрижівського повіту Підкарпатського воєводства.
Населення — 1032 особи (2011).
У 1975-1998 роках село належало до Ряшівського воєводства.

## Демографія
Демографічна структура станом на 31 березня 2011 року:
|          | Загалом | Допрацездатний вік | Працездатний вік | Постпрацездатний вік |
| -------- | ------- | ------------------ | ---------------- | -------------------- |
| Чоловіки | 518     | 126                | 344              | 48                   |
| Жінки    | 514     | 122                | 292              | 100                  |
| Разом    | 1032    | 248                | 636              | 148                  |